# Хижниченко Сергій Олександрович
Сергій Олександрович Хижниченко (каз. Сергей Хижниченко, нар. 17 липня 1991, Усть-Каменогорськ) — казахський футболіст, нападник клубу «Аксу», та колишній гравець національної збірної Казахстану.

## Клубна кар'єра
У дорослому футболі дебютував 2008 року виступами за команду клубу «Восток», в якій провів два сезони, взявши участь у 38 матчах чемпіонату.
Згодом у 2010 році половину сезону провів у складі команди «Локомотив» (Астана), а другу половину сезону провів у оренді, виступаючи за клуб «Атирау».
Своєю грою за останню команду привернув увагу представників тренерського штабу клубу «Шахтар» (Караганда), до складу якого приєднався 2011 року. Відіграв за команду з Караганди наступні три сезони своєї ігрової кар'єри. Більшість часу, проведеного у складі карагандинського «Шахтаря», був основним гравцем атакувальної ланки команди. У складі карагандинського «Шахтаря» був одним з головних бомбардирів команди, провівши у 63 матчах 24 м'ячі. У складі карагандинського клубу двічі ставав чемпіоном Казахстану, володарем Кубку Казахстану та Суперкубку Казахстану.
До складу клубу «Корона» (Кельці) приєднався у січні 2014 року, підписавши з клубом контракт на один рік. У складі команди з Кельців, щоправда, високою результативністю не відзначався, забивши у 21 матчі в національному чемпіонаті лише один м'яч.
У грудні 2014 року Сергій Хижниченко покинув польський клуб і повернувся на батьківщину, де підписав дворічний контракт із клубом «Актобе». Із поверненням до казахського чемпіонату знову почав відзначатись результативністю, за рік зумів провести у ворота суперників 9 м'ячів у 27 іграх національного чемпіонату.
На початку 2016 року став гравцем іншого клубу з Казахстану — костанайського «Тоболу». У цій команді він грав протягом року, за які 28 матчів чемпіонату, в яких відзначився 10 забитими м'ячами. На початку 2017 року став гравцем білоруського клубу «Шахтар» із Солігорська. За півроку знову став гравцем карагандинського «Шахтаря». З початку 2018 року Сергій Хижниченко став гравцем клубу «Ордабаси». Проте протягом сезону отримав важку травму, тому за рік зіграв лише 4 матчі чемпіонату. Наступного року Хижниченко вдруге за футбольну кар'єру став гравцем столичної «Астани», проте й у цій команді не зумів пробитися до основи, зігравши за рік лише 10 матчів.
У 2020 році Сергій Хижниченко повернувся до складу «Ордабаси», де цього разу зумів стати гравцем основного складу, та зіграв за 2 роки 41 матч у першості країни.
З 2022 року Сергій Хижниченко став гравцем клубу «Аксу».

## Виступи за збірну
2009 року дебютував в офіційних матчах у складі національної збірної Казахстану. Дебютував у збірній Сергій Хижниченко 10 червня 2009 року в матчі проти збірної України, у якому казахська збірна поступилась із рахунком 1:2. А вже у другому матчі, 9 вересня 2009 року, двічі відзначився забитими голами у ворота збірної Андорри, яку збірна Казахстану перемогла із рахунком 3:1. У складі збірної грав до 2020 року, провів у формі головної команди країни 52 матчі, забивши 8 голів.

## Титули та досягнення
- Чемпіон Казахстану (3):

«Шахтар» (Караганда): 2011, 2012
«Астана»: 2019
- Володар Кубку Казахстану (1):

«Шахтар» (Караганда): 2013
- Володар Суперкубку Казахстану (2):

«Шахтар» (Караганда): 2013
«Астана»: 2019